# HONMOKU RED HOT STREET
クレイジーケンバンド ラジオショウ HONMOKU RED HOT STREET（ - ホンモク レッド ホット ストリート）は、FMヨコハマのラジオ番組である。
前身番組であるィヨコハマ・ィヨコワケ・深夜族のィ夜およびクレイジーケンバンド ラジオショウ ヨコハマ・ヨコスカ・深夜族の夜についても本項で扱う。

## 概要
2005年4月2日から放送。横山剣率いるクレイジーケンバンドを中心とした番組。

### 放送時間
- 毎週土曜日 23:00 - 24:00（2006年4月 - ）

過去の放送時間
- 毎週土曜日 22:30 - 23:25（横浜主義 yokohamaism内箱番組、2005年4月 - 2006年3月）

## パーソナリティ
- 横山剣

### 出演者
- チャーリー宮毛
- 小野瀬雅生
- 高梨浩・五十嵐義博（日東色素）
- 丸屋九兵衛
- エル・カミナンテ岡本
- 菅原愛子

## 前身番組

### ィヨコハマ・ィヨコワケ・深夜族のィ夜
2002年10月から2004年3月まで横浜主義〜ヨコハマイズム〜枠にて毎月第4土曜日に放送されていた。
放送時間・放送期間
- 27:00 - 29:00（2002年10月 - 2003年3月）
- 25:00 - 27:00（2003年4月 - 2004年3月）

### クレイジーケンバンド ラジオショウ ヨコハマ・ヨコスカ・深夜族の夜
2004年4月から2005年3月まで横浜主義 yokohamaism内にて箱番組として毎週土曜日に放送されていた。
放送時間・放送期間
- 24:00 - 24:55（2004年4月 - 2004年9月）
- 24:00 - 25:00（2004年10月 - 2005年3月）